# Ставраков, Семён Христофорович
Семён Христофорович Ставраков (1763—1819) — генерал-майор Русской императорской армии, герой суворовских походов и наполеоновских войн. 

## Биография
Родился 2 (13) февраля 1769 года (также указывают 1763 и 1764 годы: «сын отставного поручика Полтавской губернии, Кременчугского уезда, грека по происхождению Семен Христофорович Ставраков появился на свет в 1764 году, как указано „в мызе Овмельник Кременчугского уезда“ <…> Христофор Савраки служил в одном из 8 батальонов греческих добровольцев в русско-турецкой войне, в счет чего и получил дворянство и землю»).
На военную службу поступил 22 октября (2 ноября) 1783, сержантом в Козловский пехотный полк, в рядах которого находился до 1789 года, когда 10 мая того года перевёлся в Таврический гренадерский полк. Вместе с последним участвовал в польской кампании 1794 года, сражался при Крупчинцах (8 сентября, Кобылке (15 октября) и при взятии штурмом Праги (24 октября), за что был произведён в прапорщики 8 (19) сентября 1794 и награждён золотым крестом «За взятие Праги» 1 (12) января 1795. Спустя несколько дней после штурма Праги, был послан в ординарцы к Суворову, на которого произвёл настолько благо приятное впечатление, что тот взял его к себе в штаб регистратором 15 (26) ноября 1794, а вскоре сделал его своим доверенным лицом. С этих пор Ставраков стал неразлучным спутником знаменитого полководца во всех его походах и вместе с ним делил иногда даже служебные превратности. 21 апреля (2 мая) 1796 произведён в подпоручики; 27 октября (7 ноября) 1796 — в поручики и переведён в штат Фанагорийского гренадерского полка;  1 (12) ноября 1796 — назначен секретарём ранга капитан-поручика в штаб ген.-фельдмаршала А. В. Суворова с переводом в Азовский пехотный полк (с 29.11.1796 — мушкетёрский). По увольнении Суворова и расформировании его штаба он подал в отставку и был уволен в отставку штабс-капитаном 17 (28) января 1797. В течение двух лет находился вне службы.
По назначении Суворова в Италию, Ставраков принят вновь на службу 11 (22) февраля 1799, по-прежнему был доверенным лицом Суворова, вёл его хозяйство и письмоводство, назначен его адъютантом 14 (25) июня 1799. Не ограничиваясь исполнением этих обязанностей, Ставраков в течение всей кампании в Италии и Швейцарии принимал активное участие в целом ряде более или менее крупных сражений: при Палацоле — 12 апреля 1799 года, Бергаме — 13 апреля, Кассане — 16 апреля, Маренго — 5 мая, в битвах с Макдональдом, при Тидоне и Нуре — 6, 7 и 8 июня, при Александрии — 11 июля, во взятии Серавальского замка — 26 июля, в битве при Нови — 4 августа и за отличия получил ордена Святой Анны 3-й (14.04.1799) и 2-й (06.06.1799) степеней, Святого Иоанна Иерусалимского (06.06.1799) и благодарность от австрийского императора, а по окончании похода одним днём был произведён в капитаны и сразу в майоры тяжелой инфантерии 30 декабря 1799 (10 января 1800). Суворов собственноручно возложил на него знаки иностранных орденов австрийского Марии-Терезии 3-й степени и сардинского Святых Маврикия и Лазаря 2-й степени. 
Незадолго до смерти Суворова Ставраков был отчислен от адъютантской должности и назначен состоять майором по армии 25 апреля (7 мая) 1800. По воцарении Александра I назначен в свиту Императора 18 (30) июля 1801. В период первых войн с Наполеоном он, по просьбе Кутузова, был определён к нему бригад-майором, то есть заведующим всеми письменными делами строевой и хозяйственной части военного управлений бригады, и в этой должности (звании) совершил весь поход, лично участвуя и сражениях при Кремсе и Аустерлице, за что был произведён в чин подполковника 30 января (11 февраля) 1806.

Во вторую войну с Наполеоном Ставраков состоял бригад-майором при армиях Каменского и Беннигсена, участвовал во всех генеральных сражениях, за отличия был награждён золотой шпагой «За храбрость» (22.04.1807), золотым крестом «За победу при Прейсиш-Эйлау» (31.08.1807), орденом Святого Владимира 3-й степени (21.12.1807), орденом Святого Георгия 4-го класса № 878 (20.05.1808) 
В воздаяние отличнаго мужества и храбрости, оказанных в сражении против французских войск 29 мая при Гейльсберге, где, находясь при дежурном генерале генерал-майоре Фоке, шел вместе с кавалерией в атаку на неприятеля и служил примером неустрашимости; 2 июня при Фридланде, быв посылаем с приказаниями, исполнял сии с успехом и особенною ревностию, сверх того в сем последнем сражении, собрав большое число рассеянных людей, построил их против неприятеля.
 и произведён в чин полковника 18 (30) октября 1808. Граф Буксгевден, получив во время русско-шведской войны поручение занять Шведскую Финляндию, испросил назначение при себе Ставракова, который в течение всей кампании в Финляндии постоянно находился при главной квартире графа и его преемников — Кнорринга и Барклая де-Толли. Назначен комендантом в Або 16 (28) ноября 1809.
В 1811 году Ставраков по приглашению Кутузова отправился в Молдавскую армию. Наконец, при сформировании в 1812 году 1-й Западной армии Ставраков был назначен комендантом Главной её квартиры, с 12 июля по 8 августа 1812 исполнял должность дежурного генерала 1-й Западной армии, затем до 1815 года вновь комендант её Главной квартиры. Он занимал эту должность при главнокомандующих М. И. Кутузове, П. Х. Витгенштейне, М. Б. Барклае де Толли, а также во время присутствия в армии Императора Александра I — и при его особе. Участвовал в сражениях 1812 года 26 августа при Бородино, 6 октября при Тарутино, 12 октября при Малоярославце, 4—7 октября 1813 года при  Лейпциге и 18 марта 1814 года при Париже. За участие в этих кампаниях и оказанные им отличия Ставраков был произведён в генерал-майоры 6 (18) ноября 1812, за кампании 1813—1814 гг. награждён орденом Святой Анны 1-й степени, прусским орденом Красного Орла 2-й степени, знаком отличия прусского ордена Железного Креста (Кульмский крест; 1816), серебряной медалью «В память Отечественной войны 1812 года», на Андреевской ленте (1813) и бронзовой дворянской медалью «В память Отечественной войны 1812 года», на Владимирской ленте (1814).  
С окончанием наполеоновских войн и наступлением мирного времени Ставраков назначен генерал-вагенмейстером в Главный штаб Е. И. В. 11 (23) января 1816 и и. д. инспектора военных госпиталей 22 января (3 февраля) 1816, с оставлением прежней должности. 
Умер 4 (16) марта 1819, исключён из списков умершим 10 (22) марта 1819. Похоронен на Смоленском православном кладбище.
За все время его продолжительной службы в рядах русских войск не было ни одного более или менее значительного похода, можно сказать — даже сражения, в котором бы он так или иначе ни участвовал, и это обстоятельство послужило причиной тому, что в армии его времени выработалась ходячая поговорка — «Без Ставракова воевать нельзя».